# 走れ!Bicycle
『走れ!Bicycle』（はしれ!バイシクル）は、日本の女性アイドルグループ乃木坂46の楽曲。2012年8月22日に乃木坂46の3作目のシングルとしてN46Div.から発売された。秋元康が作詞、Shusui・伊藤涼・木村篤史・ヒロイズムが作曲した。楽曲のセンターポジションは生駒里奈が務めた。

## 背景とリリース
DVD付属のType-A・B・C、CDのみの通常盤の4形態で発売。キャッチコピーは「bicycleのスペルが書けますか?」。
特典DVDは「33人ぶらり旅」をテーマとし、メンバーが日本全国各地や海外でぶらり旅をする映像が収録された。

## プロモーション
ヒット祈願キャンペーンとして、自転車で全国を走りプロモーションする企画「シングル、自分たちでプロモーションしてきなさい企画」が、ミヤタサイクルのMERIDA Julietシリーズ自転車の提供により実施された。また、発売記念として、ソニー株式会社が開発したAR技術「SmartAR」を使ったスマートフォンアプリ「乃木坂46 AR」が、2012年10月31日23時59分まで期間限定で配信された。

## アートワーク
| Type-A 表 | 生駒里奈                                   |
| Type-A 裏 | 生駒里奈・伊藤万理華・高山一実・深川麻衣   |
| Type-B 表 | 桜井玲香                                   |
| Type-B 裏 | 市來玲奈・井上小百合・桜井玲香・中田花奈   |
| Type-C 表 | 生田絵梨花・星野みなみ                     |
| Type-C 裏 | 白石麻衣・西野七瀬・橋本奈々未・松村沙友理 |
| 通常盤 表 | 橋本奈々未・白石麻衣・松村沙友理・西野七瀬 |
| 通常盤 裏 | 生田絵梨花・斉藤優里・星野みなみ・若月佑美 |

CDジャケットのテーマはType-Aが「夏休みの開放感」、Type-Cが「雨上がり」で実際に給水車を呼んで撮影された。撮影は細居幸次郎が担当した。

## チャート成績
本作は2012年8月21日付のオリコンデイリーCDシングルランキングで推定売上約15万枚を記録し、デイリー1位を獲得した。初日推定売上枚数は、前作「おいでシャンプー」が同デイリーチャートで記録した約11万1000枚を上回り、自己最高記録を更新した。その後、2012年9月3日付のオリコン週間CDシングルチャートで推定売上18万6613枚を記録し、週間1位を獲得した。乃木坂46による同週間チャートの1位獲得数は前作「おいでシャンプー」から2作連続、通算2作目、週間推定売上枚数は前作「おいでシャンプー」が記録した約15万6000枚を上回り、自己最高記録を更新した。

## ミュージック・ビデオ
走れ!Bicycle
監督：中島哲也、衣装：申谷弘美、歌衣装：堀越絹衣、振付：南流石
フレンチポップのカラフルなワンピース衣装で踊る姿が交互に映し出されている。冒頭の妖精役は星野みなみが務めた。
せっかちなかたつむり
涙がまだ悲しみだった頃
監督：関和亮
女子高生たちの一夏の淡い恋と友情を、きらめく海や田園風景を交えて描き、ラブレターを届けに走る女子生徒たちの姿をサビの頭からスローモーションを用いて印象的に仕上げている。ダンスシーンは海辺で撮影された。
人はなぜ走るのか?
監督：久保茂昭
サッカーの日々の特訓シーンを描き、メンバーが校内でサッカーボールを追いかける。
音が出ないギター
監督：丸山健志
これまでにないハードな世界を打ち出し、退廃的なムードを漂わせるスクラップ置き場で、暗い雨や燃えさかる炎が登場する。若月佑美がドラムを叩きながら叫ぶことによって言葉にならないリアルな気持ちが音が出ないギターとなって表現された。

## メディアでの使用
走れ!Bicycle
『メガシャキ』（ハウスウェルネスフーズ）テレビCMソング。
人はなぜ走るのか?
『FIFA U-20 女子ワールドカップジャパン2012』オフィシャルソング。

## シングル収録トラック

### Type-A
| #         | タイトル                                  | 作詞      | 作曲                                 | 編曲      | 時間  |
| --------- | ----------------------------------------- | --------- | ------------------------------------ | --------- | ----- |
| 1.        | 「走れ!Bicycle」                          | 秋元康    | Shusui、伊藤涼、木村篤史、ヒロイズム | 湯浅篤    | 3:42  |
| 2.        | 「せっかちなかたつむり」                  | 秋元康    | 山本加津彦                           | 湯浅篤    | 5:07  |
| 3.        | 「涙がまだ悲しみだった頃」                | 秋元康    | 内田智之                             | TATOO     | 4:20  |
| 4.        | 「走れ!Bicycle off vocal ver.」           |           | Shusui、伊藤涼、木村篤史、ヒロイズム | 湯浅篤    | 3:42  |
| 5.        | 「せっかちなかたつむり off vocal ver.」   |           | 山本加津彦                           | 湯浅篤    | 5:07  |
| 6.        | 「涙がまだ悲しみだった頃 off vocal ver.」 |           | 内田智之                             | TATOO     | 4:19  |
| 合計時間: | 合計時間:                                 | 合計時間: | 合計時間:                            | 合計時間: | 26:17 |

| #         | タイトル                                 | 作詞      | 作曲・編曲 | 監督       | 時間 |
| --------- | ---------------------------------------- | --------- | ---------- | ---------- | ---- |
| 1.        | 「走れ!Bicycle -MUSIC VIDEO-」           |           |            | 中島哲也   | 4:14 |
| 2.        | 「涙がまだ悲しみだった頃 -MUSIC VIDEO-」 |           |            | 関和亮     | 4:43 |
| 3.        | 「生駒里奈×勝木友香」                    |           |            | 勝木友香   | 7:08 |
| 4.        | 「伊藤寧々×佐藤有一郎」                  |           |            | 佐藤有一郎 | 6:40 |
| 5.        | 「井上小百合×明和電機」                  |           |            | 明和電機   | 6:44 |
| 6.        | 「岩瀬佑美子×北島武樹」                  |           |            | 北島武樹   | 6:54 |
| 7.        | 「川後陽菜×山田篤宏」                    |           |            | 山田篤宏   | 7:02 |
| 8.        | 「斉藤優里×島田健司」                    |           |            | 島田健司   | 6:54 |
| 9.        | 「永島聖羅×村山和也」                    |           |            | 村山和也   | 6:21 |
| 10.       | 「樋口日奈×ヒロシュー」                  |           |            | ヒロシュー | 6:00 |
| 11.       | 「星野みなみ×熊坂出」                    |           |            | 熊坂出     | 7:05 |
| 12.       | 「松村沙友理×多田卓也」                  |           |            | 多田卓也   | 6:24 |
| 13.       | 「若月佑美×青山裕企」                    |           |            | 青山裕企   | 7:07 |
| 合計時間: | 合計時間:                                | 合計時間: | 83:16      |            |      |

### Type-B
| #         | タイトル                                | 作詞      | 作曲                                 | 編曲      | 時間  |
| --------- | --------------------------------------- | --------- | ------------------------------------ | --------- | ----- |
| 1.        | 「走れ!Bicycle」                        | 秋元康    | Shusui、伊藤涼、木村篤史、ヒロイズム | 湯浅篤    | 3:42  |
| 2.        | 「せっかちなかたつむり」                | 秋元康    | 山本加津彦                           | 湯浅篤    | 5:07  |
| 3.        | 「人はなぜ走るのか?」                   | 秋元康    | キタムラタケシ、田上陽一             | 田上陽一  | 5:05  |
| 4.        | 「走れ!Bicycle off vocal ver.」         |           | Shusui、伊藤涼、木村篤史、ヒロイズム | 湯浅篤    | 3:42  |
| 5.        | 「せっかちなかたつむり off vocal ver.」 |           | 山本加津彦                           | 湯浅篤    | 5:07  |
| 6.        | 「人はなぜ走るのか? off vocal ver.」    |           | キタムラタケシ、田上陽一             | 田上陽一  | 4:51  |
| 合計時間: | 合計時間:                               | 合計時間: | 合計時間:                            | 合計時間: | 27:34 |

| #         | タイトル                            | 作詞      | 作曲・編曲 | 監督         | 時間 |
| --------- | ----------------------------------- | --------- | ---------- | ------------ | ---- |
| 1.        | 「走れ!Bicycle -MUSIC VIDEO-」      |           |            | 中島哲也     | 4:14 |
| 2.        | 「人はなぜ走るのか? -MUSIC VIDEO-」 |           |            | 久保茂昭     | 5:18 |
| 3.        | 「安藤美雲×中屋敷法仁」             |           |            | 中屋敷法仁   | 6:39 |
| 4.        | 「市來玲奈×平野啓一郎」             |           |            | 平野啓一郎   | 6:55 |
| 5.        | 「柏幸奈×井上朝夫」                 |           |            | 井上朝夫     | 6:02 |
| 6.        | 「齋藤飛鳥×廣池健二」               |           |            | 廣池健二     | 6:51 |
| 7.        | 「高山一実×森田亮」                 |           |            | 森田亮       | 7:03 |
| 8.        | 「西野七瀬×中村太洸」               |           |            | 中村太洸     | 4:55 |
| 9.        | 「橋本奈々未×金子茂樹」             |           |            | 金子茂樹     | 6:28 |
| 10.       | 「畠中清羅×水落豊」                 |           |            | 水落豊       | 7:05 |
| 11.       | 「深川麻衣×JAきたそらち」           |           |            | JAきたそらち | 6:44 |
| 12.       | 「大和里菜×水元泰嗣」               |           |            | 水元泰嗣     | 7:03 |
| 13.       | 「和田まあや×井上佐由紀」           |           |            | 井上佐由紀   | 4:18 |
| 合計時間: | 合計時間:                           | 合計時間: | 79:35      |              |      |

### Type-C
| #         | タイトル                                | 作詞      | 作曲                                 | 編曲           | 時間  |
| --------- | --------------------------------------- | --------- | ------------------------------------ | -------------- | ----- |
| 1.        | 「走れ!Bicycle」                        | 秋元康    | Shusui、伊藤涼、木村篤史、ヒロイズム | 湯浅篤         | 3:42  |
| 2.        | 「せっかちなかたつむり」                | 秋元康    | 山本加津彦                           | 湯浅篤         | 5:07  |
| 3.        | 「音が出ないギター」                    | 秋元康    | Jam9、ArmySlick                      | シライシ紗トリ | 3:58  |
| 4.        | 「走れ!Bicycle off vocal ver.」         |           | Shusui、伊藤涼、木村篤史、ヒロイズム | 湯浅篤         | 3:42  |
| 5.        | 「せっかちなかたつむり off vocal ver.」 |           | 山本加津彦                           | 湯浅篤         | 5:07  |
| 6.        | 「音が出ないギター off vocal ver.」     |           | Jam9、ArmySlick                      | シライシ紗トリ | 3:56  |
| 合計時間: | 合計時間:                               | 合計時間: | 合計時間:                            | 合計時間:      | 25:32 |

| #         | タイトル                           | 作詞      | 作曲・編曲 | 監督          | 時間 |
| --------- | ---------------------------------- | --------- | ---------- | ------------- | ---- |
| 1.        | 「走れ!Bicycle -MUSIC VIDEO-」     |           |            | 中島哲也      | 4:14 |
| 2.        | 「音が出ないギター -MUSIC VIDEO-」 |           |            | 丸山健志      | 5:02 |
| 3.        | 「生田絵梨花×高橋栄樹」            |           |            | 高橋栄樹      | 7:06 |
| 4.        | 「伊藤万理華×丸山健志」            |           |            | 丸山健志      | 5:45 |
| 5.        | 「衛藤美彩×釘宮磐」                |           |            | 釘宮磐        | 6:16 |
| 6.        | 「川村真洋×山田智和」              |           |            | 山田智和      | 4:36 |
| 7.        | 「斎藤ちはる×池田圭太」            |           |            | 池田圭太      | 4:57 |
| 8.        | 「桜井玲香×AKIRA OKIMURA」         |           |            | AKIRA OKIMURA | 4:32 |
| 9.        | 「白石麻衣×内村宏幸」              |           |            | 内村宏幸      | 7:04 |
| 10.       | 「中田花奈×福居英晃」              |           |            | 福居英晃      | 6:57 |
| 11.       | 「中元日芽香×ダンカン」            |           |            | ダンカン      | 5:42 |
| 12.       | 「能條愛未×和田率」                |           |            | 和田率        | 7:04 |
| 13.       | 「宮澤成良×KIMIKA ONAI」           |           |            | KIMIKA ONAI   | 4:07 |
| 合計時間: | 合計時間:                          | 合計時間: | 73:22      |               |      |

### 通常盤
| #         | タイトル                                | 作詞      | 作曲                                 | 編曲      | 時間  |
| --------- | --------------------------------------- | --------- | ------------------------------------ | --------- | ----- |
| 1.        | 「走れ!Bicycle」                        | 秋元康    | Shusui、伊藤涼、木村篤史、ヒロイズム | 湯浅篤    | 3:42  |
| 2.        | 「せっかちなかたつむり」                | 秋元康    | 山本加津彦                           | 湯浅篤    | 5:06  |
| 3.        | 「海流の島よ」                          | 秋元康    | Akira Sunset                         | 京田誠一  | 4:02  |
| 4.        | 「走れ!Bicycle off vocal ver.」         |           | Shusui、伊藤涼、木村篤史、ヒロイズム | 湯浅篤    | 3:42  |
| 5.        | 「せっかちなかたつむり off vocal ver.」 |           | 山本加津彦                           | 湯浅篤    | 5:07  |
| 6.        | 「海流の島よ off vocal ver.」           |           | Akira Sunset                         | 京田誠一  | 4:01  |
| 合計時間: | 合計時間:                               | 合計時間: | 合計時間:                            | 合計時間: | 25:41 |

## 歌唱メンバー

### 走れ!Bicycle
（センター：生駒里奈）
- 3列目：斉藤優里、若月佑美、井上小百合、市來玲奈、伊藤万理華、深川麻衣[31]
- 2列目：中田花奈、橋本奈々未、白石麻衣、松村沙友理、西野七瀬、高山一実[31]
- 1列目：生田絵梨花、生駒里奈、星野みなみ、桜井玲香[31]

七福神は生田絵梨花、生駒里奈、星野みなみ、橋本奈々未、白石麻衣、松村沙友理、西野七瀬。伊藤万理華、深川麻衣、若月佑美が初選抜入りした。前作の選抜メンバーだった岩瀬佑美子、畠中清羅、宮澤成良は選抜から外れた。

### せっかちなかたつむり
（センター：松村沙友理）
- 白石麻衣、高山一実、中田花奈、西野七瀬、橋本奈々未、深川麻衣、松村沙友理[11][12][13][14]

### 涙がまだ悲しみだった頃
（センター：伊藤寧々）
- 4列目：宮澤成良、安藤美雲、畠中清羅、岩瀬佑美子、中元日芽香、和田まあや、斎藤ちはる[11]
- 3列目：川村真洋、能條愛未、大和里菜、永島聖羅[11]
- 2列目：衛藤美彩、川後陽菜[11]
- 1列目：樋口日奈、伊藤寧々、齋藤飛鳥[11]

アンダーメンバーによる楽曲。

### 人はなぜ走るのか?
（センター：生駒里奈）
- 生田絵梨花、生駒里奈、市來玲奈、伊藤万理華、井上小百合、柏幸奈、斎藤ちはる、斉藤優里、桜井玲香、白石麻衣、高山一実、中田花奈、永島聖羅、西野七瀬、橋本奈々未、深川麻衣、星野みなみ、松村沙友理、宮澤成良、大和里菜、若月佑美[12]

### 音が出ないギター
（センター：生駒里奈）
- 生田絵梨花、生駒里奈、市來玲奈、伊藤寧々、伊藤万理華、井上小百合、岩瀬佑美子、衛藤美彩、川村真洋、斉藤優里、桜井玲香、白石麻衣、高山一実、中田花奈、西野七瀬、能條愛未、橋本奈々未、深川麻衣、星野みなみ、松村沙友理、若月佑美[13]

### 海流の島よ
（センター：齋藤飛鳥）
- 安藤美雲、川後陽菜、齋藤飛鳥、中元日芽香、畠中清羅、樋口日奈、和田まあや[14]